# Clarence J. McLeod

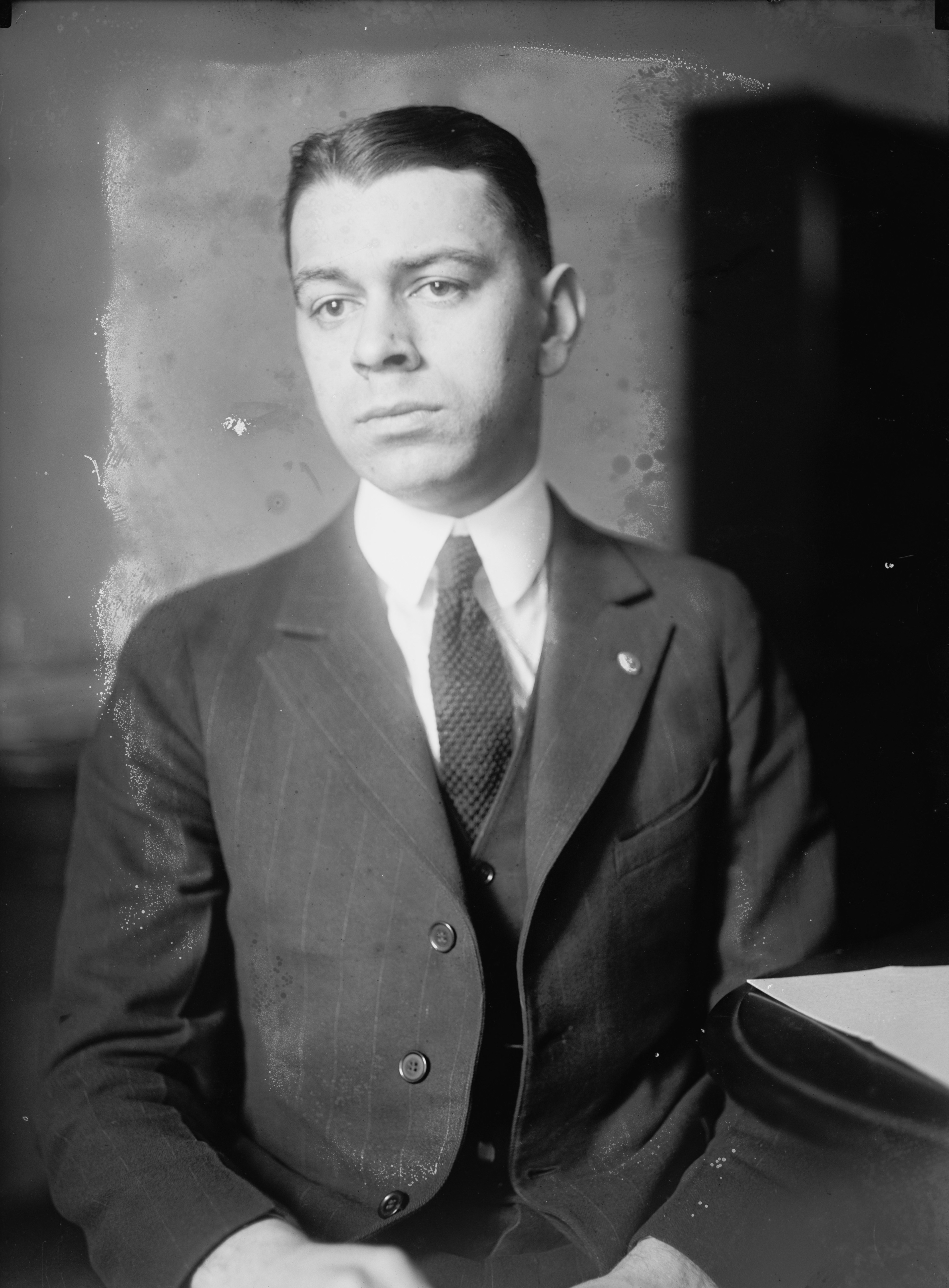
Clarence J. McLeod

Clarence John McLeod (* 3. Juli 1895 in Detroit, Michigan; † 15. Mai 1959 ebenda) war ein US-amerikanischer Politiker. Zwischen 1920 und 1941 vertrat er dreimal den Bundesstaat Michigan im US-Repräsentantenhaus. Mit 25 Jahren, 3 Monaten und 30 Tagen bei Amtsantritt war McLeod bis heute der jüngste republikanische Kongressabgeordnete.  

## Werdegang
Clarence McLeod besuchte die öffentlichen Schulen seiner Heimat. Nach einem anschließenden Jurastudium am Detroit College of Law und seiner im Jahr 1919 erfolgten Zulassung als Rechtsanwalt begann er in Detroit in seinem neuen Beruf zu arbeiten. Während des Ersten Weltkrieges war er zunächst in einer Fliegerschule und später Soldat in einer Nachrichteneinheit. Nach dem Krieg gehörte er der Reserve der US Army an, in der er bis zum Oberstleutnant aufstieg. Politisch war McLeod Mitglied der Republikanischen Partei. Nach dem Tod des Abgeordneten Charles Archibald Nichols wurde er bei der fälligen Nachwahl für den 13. Sitz von Michigan als dessen Nachfolger in das US-Repräsentantenhaus in Washington, D.C. gewählt, wo er am 2. November 1920 sein neues Mandat antrat. Da er bei den regulären Wahlen des Jahres 1920 nicht kandidierte, konnte er dort bis zum 3. März 1921 nur die laufende Legislaturperiode beenden.
Bei den Wahlen des Jahres 1922 wurde McLeod erneut im 13. Distrikt in das US-Repräsentantenhaus gewählt, wo er am 4. März 1923 Vincent M. Brennan ablöste, der zwei Jahre zuvor sein Nachfolger geworden war. Nach sechs Wiederwahlen konnte er bis zum 3. Januar 1937 sieben Legislaturperioden im Kongress absolvieren. In diese Zeit fiel die Weltwirtschaftskrise Anfang der 1930er Jahre. Seit 1933 wurden im Kongress die ersten New-Deal-Gesetze der Bundesregierung unter Präsident Franklin D. Roosevelt verabschiedet, denen McLeods Partei aber eher ablehnend gegenüberstand. Im Jahr 1933 wurden außerdem der 20. und der 21. Verfassungszusatz verabschiedet. 1934 strebte McLeod erfolglos die Nominierung seiner Partei für die anstehende Gouverneurswahl an. Drei Jahre später ging es ihm bei einer versuchten Kandidatur für die Bürgermeisterwahlen in Detroit genauso.
Im Jahr 1936 unterlag Clarence McLeod dem Demokraten George D. O’Brien. Bei den Kongresswahlen des Jahres 1938 konnte sich McLeod ein letztes Mal durchsetzen und am 3. Januar 1939 sein altes Mandat im Kongress wieder von O’Brien übernehmen. Bis zum 3. Januar 1941 konnte er eine weitere Legislaturperiode im Kongress absolvieren, während der die letzten New-Deal-Gesetze verabschiedet wurden. Im Jahr 1940 unterlag er erneut dem Demokraten O’Brien. In den Jahren 1942, 1944, 1946, 1950 und 1952 bewarb sich McLeod jeweils erfolglos um die Rückkehr in den Kongress. Dabei scheiterte er entweder bei den Wahlen oder bereits in der Primary. Beruflich praktizierte er in dieser Zeit wieder als Rechtsanwalt. Außerdem war er zeitweise Berater der Federal Civil Defense Administration, Clarence McLeod starb am 15. Mai 1959 in Detroit, wo er auf dem Mount Olivet Cemetery beigesetzt wurde.